# 1999年9月逝世人物列表
1999年逝世人物列表：1月 - 2月 - 3月 - 4月 - 5月 - 6月 - 7月 - 8月 - 9月 - 10月 - 11月 - 12月
1999年9月逝世人物列表，是用於匯總1999年9月期間逝世人物的列表。

## 依日期排序

### 1日
- 休伯特·波波，65歲，美國橄欖球運動員。[1]
- Boots Poffenberger，84歲，美國職業棒球大聯盟球員。[2]
- S. Srinivasan，58歲，印度航空工程師。
- W·理查·史蒂文斯，48歲，美國計算機科學書籍作者。
- 多琳·瓦連特，77歲，英國巫師，死於胰腺癌。[3]

### 2日
- 羅莫洛·卡爾博尼（Romolo Carboni），88歲，義大利天主教會主教。
- 佛吉尼亞·古鐵雷斯·德·皮內達（Virginia Gutiérrez de Pineda），77歲，哥倫比亞人類學家。[4]
- 瑪格麗塔·瓜杜奇（Margherita Guarducci），96歲，義大利考古學家、古典學者和金石學家。
- 菲力浦·法蘭西斯·墨菲（Philip Francis Murphy），66歲，羅馬天主教會的美國神職人員，癌症。
- Lajos Szűcs，53歲，匈牙利奧運舉重運動員。[5]

### 3日
- 弗蘭斯·庫爾斯，81歲，比利時自行車運動員。[6]
- Paul Lucien Dessau，89歲，英國畫家。
- 阿卜杜勒·卡德爾·沙胡爾·哈米德，72歲，斯里蘭卡外交官和政治人物。
- 乔治·亨特，83歲，美國賽艇運動員和奧運會金牌得主。[7]
- Franz Pleyer，88歲，奧地利-法國足球運動員。

### 4日
- 埃米利奧·阿爾德科亞，76歲，西班牙足球運動員。
- Georg Gawliczek，80歲，德國足球經理和球員。[8]
- 查理斯·李，75歲，英國板球運動員。[9]
- 什洛莫·莫拉格，73歲，以色列希伯來語教授。[10]
- 奧蘭多·佩雷拉，50歲，巴西足球運動員和經理。
- 克萊門特·斯拉維奇，88歲，捷克現代古典音樂作曲家。[11]

### 5日
- 艾倫·克拉克，71歲，英國保守黨政治家，國會議員（1974-1999），軍事歷史學家，死於腦癌。[12]
- 艾倫·富特，84歲，美國電視名人，中風。[13]
- 布萊斯·麥卡西，78歲，加拿大政治家和駐葡萄牙大使。
- 查理斯·奧尼亞馬（Charles Onyeama），82歲，奈及利亞法學家和法官。
- 瓦爾特·雷耶（Walther Reyer），77歲，奧地利演員。[14]
- 艾弗·羅伯茨（Ivor Roberts），74歲，英國演員和電視連續播音員。
- 列昂尼德·謝多夫（Leonid Sedov），91歲，蘇聯和俄羅斯數學家。[15]
- 傑拉爾多·德·普羅恩薩·西戈（Geraldo de Proença Sigaud），89歲，巴西羅馬天主教會主教。
- 凱蒂·韋伯斯特（Katie Webster），63歲，美國布吉伍吉鋼琴家，心力衰竭。[16]

### 6日
- 阿諾德·菲什金德，80歲，美國爵士貝斯手。
- René Lecavalier，81歲，加拿大法語廣播節目主持人和體育節目主持人。
- 史蒂夫·利特爾，43歲，美式橄欖球運動員，死於意外事故。[17]
- 塔馬斯·門德倫尼，63歲，匈牙利擊劍運動員和奧運冠軍。[18]

### 7日
- Thierry Claveyrolat，40歲，法國公路自行車賽車手，自殺身亡。[19]
- 雨果·德爾·維奇奧，71歲，阿根廷籃球運動員。[20]
- Bjarne Iversen，86歲，挪威越野滑雪運動員。[21]
- 羅伯特·西蒙，45歲，美國非法摩托車手和被定罪的殺人犯。
- E.G. van de Stadt，89歲，荷蘭遊艇設計師。

### 8日
- 比爾吉特·卡爾伯格，91歲，瑞典編舞家。[22]
- 馬克·加德納，43歲，美國被定罪的殺人犯，被注射死刑。[23]
- 拉古莫特·哈里斯，60歲，瑙魯共和國總統。
- 布萊恩·希爾德布蘭德，37歲，美國職業摔跤手，摔跤經理和裁判，死於胃癌和腸癌。
- Moondog，83歲，美國音樂家，作曲家，理論家和詩人，心力衰竭而死。[24]
- 列夫·拉茲貢，91歲，蘇聯和俄羅斯記者、作家和人權活動家。[25]
- 弗拉基米爾·薩莫伊洛夫，75歲，蘇聯和俄羅斯電影和戲劇演員。[26]
- 赫伯特·斯坦，83歲，美國經濟學家。
- 艾倫·威利特，52歲，美國被定罪的殺人犯，被注射死刑。[27]

### 9日
- 阿卜杜勒·拉蒂夫·柏格達迪（Abdel Latif Boghdadi），81歲，埃及政治家，空軍軍官和法官，癌症。
- Chili Bouchier，89歲，英國電影女演員。[28]
- 喬格什·達斯（Jogesh Das），72歲，印度短篇小說家和小說家。
- Arie de Vroet，80歲，荷蘭足球運動員和經理。[29]
- 托尼·杜奎特（Tony Duquette），85歲，美國藝術家，帕金森病。[30]
- 凱特費許·杭特，53歲，美國棒球運動員，美國職業棒球大聯盟名人堂成員，ALS。[31]
- 馬哈茂德·卡里姆，83歲，埃及壁球運動員。
- Marco Papa，41歲，義大利摩托車賽車手，死於交通事故。
- Chan Parker，74歲，美國作家，爵士音樂家Charlie Parker的妻子。[32]
- 露絲·羅曼，76歲，美國女演員。[33]
- Fons van der Stee，71歲，荷蘭政治家。[34]

### 10日
- 蜜雪兒·法比安，54歲，比利時作家和劇作家，腦溢血而死。[35]
- Beau Jocque，45歲，路易士安那州法國克里奧爾語zydeco音樂家和詞曲作者，心力衰竭而死。[36]
- 阿尔弗雷多·克劳斯，71歲，西班牙男高音。[37]
- Jean Messagier，79歲，法國畫家、雕塑家、版畫家和詩人。[38]
- M. C. Richards，83歲，美國詩人、陶藝家和作家。[39]
- 瑪格麗特·斯圖爾特，65歲，紐西蘭短跑運動員和奧運選手。[40]
- 克利夫蘭·威廉姆斯，66歲，美國重量級拳擊手，在一次肇事逃逸事故中喪生。[41]

### 11日
- Mohammed Aly Fahmy，78歲，埃及陸軍元帥。
- 貝爾基斯·阿永，32歲，古巴版畫家，自殺身亡。[42]
- 貢薩洛·羅德裡格斯·邦戈爾，28歲，烏拉圭賽車手，死於賽車事故。
- 約翰尼·賈米內特，69歲，盧森堡足球運動員。[43]
- 大衛·卡普，77歲，美國小說家和電視作家，死於肺氣腫。
- 鮑比·林姆，74歲，澳大利亞藝人和電臺名人，死於癌症。
- 弗朗西斯科·何塞·佩雷斯，79歲，西班牙-古巴棋手。
- 雅各·拉比諾，89歲，工程師和發明家。
- 珍妮特·亞當·史密斯，93歲，蘇格蘭作家、編輯和文學記者。[44]
- Momčilo Đujić，92歲，塞爾維亞東正教牧師，二戰期間的切特尼克指揮官。[45]

### 12日
- 阿爾弗雷德·利奧·阿布拉莫維奇，80歲，羅馬天主教會的美國主教。
- Laurette Luez，71歲，美國女演員和模特。
- Bill Quackenbush，77歲，加拿大冰球運動員，肺炎。[46]
- 艾伦·斯塔克，71歲，美國游泳運動員和奧運冠軍。[47]

### 13日
- 安達五郎，86歲，日本跳臺滑雪運動員和奧運選手。[48]
- 羅蘭·布蘭奇，55歲，法國演員，心臟病發作而死。[49]
- 本杰明·布鲁姆，86歲，美國教育心理學家。[50]
- 哈裡·克蘭，85歲，美國喜劇作家。[51]
- 米里亞姆·達文波特，84歲，美國畫家和雕塑家，死於癌症。[52]
- 埃裡克·迪森，76歲，挪威諷刺劇作家，廣播電視名人。
- 比爾·洛爾曼，86歲，美國棒球運動員。[53]
- 弗拉基米爾·波加契奇，79歲，南斯拉夫電影導演。[54]

### 14日
- 安德烈·科斯托蘭尼
- 喬爾·貝克，56歲，美國藝術家和漫畫家，死於酗酒併發症。[55]
- Jehan Buhan，87歲，法國擊劍運動員，奧運冠軍。[56]
- 查理斯·克萊頓，89歲，英國電影和電視導演[57]
- 米格爾·安赫爾·奎洛，53歲，阿根廷拳擊手。[58]
- 查克·希金斯，75歲，美國薩克斯管演奏家，死於肺癌。[59]

### 15日
- 拉裡·吉恩·阿什布魯克，47歲，美國大屠殺犯，自殺身亡。[60]
- 斯圖爾特·博維爾，92歲，澳大利亞政治家。
- 雷納托·康斯坦丁諾，80歲，菲律賓歷史學家。
- 莉拉·利茲，71歲，美國電影女演員，心臟病發作而死。[61]
- 蜜雪兒·平索，73歲，法國建築師。
- 傑克·哈迪曼·斯科特，79歲，英國記者和廣播員。[62]
- 彼得·謝洛霍諾夫，70歲，俄羅斯演員、導演、電影製片人和社會名流。[63]
- 比爾·韋斯特伍德，73歲，英國聖公會主教。
- 阿卜杜勒海珊·扎林庫布，76歲，伊朗學者。

### 16日
- 保羅·格雷戈里，91歲，美國棒球運動員。[64]
- 維克塔爾·漢查爾，42歲，白俄羅斯政治家，被盧卡申科政權綁架並謀殺。[65]
- Endre Rozsda，85歲，匈牙利裔法國畫家。[66]
- 市川右太衛門，92歲，日本電影演員。

### 17日
- 倫納德·卡利茨，91歲，美國數學家。[67]
- 里卡爾多·庫喬拉，75歲，義大利演員和配音演員。[68]
- 拉傑什瓦爾·達亞爾，90歲，印度外交官和作家，死於中風。
- Liane Collot d'Herbois，91歲，英國畫家和繪畫治療師。
- 艾倫·弗蘭克，95歲，德國影視女演員。[69]
- 瓊·加德納，84歲，英國女演員。[70]
- 哈斯拉特·賈普里，77歲，印度詩人。[71]
- 哈羅德·詹森，79歲，美國籃球運動員。[72]
- 加里·科什尼茨基，91歲，澳大利亞國際象棋大師。
- 弗朗索瓦·穆勒，72歲，盧森堡足球運動員。
- 亨利·斯托克，92歲，比利時作家、電影製片人和紀錄片製作人。[73]
- Rathvon M. Tompkins，87歲，美國海軍陸戰隊少將，死於中風。[74]
- 弗蘭基·沃恩，71歲，英國歌手，心力衰竭而死。[75]

### 18日
- Leo Amberg，87歲，瑞士職業公路自行車賽車手。[76]
- 菲力浦·克拉斯內（Philip N. Krasne），94歲，美國電影和電視製片人。[77]
- 哈羅德·克雷斯（Harold F. Kress），86歲，美國電影剪輯師。[78]
- 熱拉爾·蘭德里，阿根廷演員。[79]
- 諾埃爾·波普，91歲，紐西蘭賽艇運動員和奧運選手。[80]
- 維克托·薩夫羅諾夫，81歲，蘇聯天文學家。
- 利奧·瓦利亞尼，90歲，義大利歷史學家、政治家和記者。[81]
- Leszek Wodzyński，53歲，波蘭跨欄運動員和奧運選手。[82]

### 19日
- Ed Cobb，61歲，美國音樂家、詞曲作者和唱片製作人，死於白血病。
- 利維奧·伊索蒂，72歲，義大利公路自行車賽車手。[83]
- Pavle Ivić，74歲，塞爾維亞斯拉夫方言學家和語音學家。[84]
- Bua Kitiyakara，89歲，泰國女演員，Nakkhatra Mangala王子的妻子。[85]
- 謝爾·克利斯蒂安森，74歲，挪威足球運動員。

### 20日
- Erland Almqvist，87歲，瑞典水手和奧運會銀牌得主。[86]
- 赖莎·马克西莫芙娜·戈尔巴乔娃（Raisa Gorbacheva），67歲，俄羅斯活動家，白血病。[87]
- Taheyya Kariokka，84歲，埃及肚皮舞演員和電影女演員，死於肺炎。[88]
- 羅伯特·勒貝爾，93歲，加拿大冰球管理員。[89]
- 卡爾·海因里希·門格斯，91歲，德國語言學家。[90]
- 威利·米洛維奇，90歲，德國演員和導演，心力衰竭而死。[91]
- T. R. Rajakumari，77歲，印度電影女演員、歌手和舞蹈家。

### 21日
- 喬治亞·路易士·哈裡斯·布朗，81歲，美國建築師。
- 羅伯特·加爾佈雷思·希思，84歲，美國精神病學家。[92]
- Benny Kalama，83歲，美國歌手和編曲家。
- Sander Thoenes，30歲，荷蘭記者，在東帝汶拍攝時死亡。[93]

### 22日
- 多麗絲·艾倫，63歲，美國政治家，死於結直腸癌。
- 淡谷則子，92歲，日本女高音歌唱家和龍光歌唱家。[94]
- 克萊夫·詹金斯，73歲，英國工會領袖。[95]
- 久高友雄，36歲，日本足球運動員，死於胃癌。[96]
- Paul Magès，91歲，法國發明家。
- 珍妮·魯夫（Jeanine Rueff），77歲，法國作曲家和音樂教育家。
- 薩爾·薩爾瓦多（Sal Salvador），73歲，美國bebop爵士吉他手。[97]
- George C. Scott，71歲，美國演員，腹主動脈瘤。[98]
- 切斯特·斯塔爾，84歲，美國歷史學家。[99]
- 瓦西裡·特羅菲莫夫，80歲，蘇聯足球運動員。

### 23日
- 伊萬·高夫，89歲，澳大利亞編劇，死於阿爾茨海默病。[100]
- 翟克誠，63歲，香港財政司司長（1986年至1991年）。
- 李钟玉，83歲，朝鮮總理（1977-1984）。
- Werner Vycichl，90歲，奧匈帝國語言學家、語言學家和學者。[101]

### 24日
- 羅伯特·本德，85歲，加拿大政治家。
- 埃斯特·博瑟魯普，89歲，丹麥和法國經濟學家。[102]
- 羅伊娜·瑪麗·布魯斯，80歲，英國棋手。
- 裘蒂思·埃克斯納，65歲，美國社交名媛，约翰·肯尼迪的情婦，乳腺癌患者。[103]
- 傑克·基弗，59歲，美國高爾夫球手，死於癌症。
- Anneli Cahn Lax，77歲，美國數學家。[104]
- 塔爾莫·曼尼，78歲，芬蘭演員。
- 比利·普萊斯，65歲，美國橄欖球運動員。[105]

### 25日
- Marion Zimmer Bradley，69歲，美國奇幻和科幻小說作家，心臟病發作而死。[106]
- 特奥多尔·科采尔卡，72歲，波蘭賽艇運動員和奧運獎牌得主。[107]
- 德斯·奧尼爾（Des O'Neil），78歲，澳大利亞政治家，西澳大利亞州副州長。(1975 – 1980).
- Guido Pontecorvo，91歲，義大利-蘇格蘭遺傳學家。[108]
- 安娜·謝蒂尼娜（Anna Shchetinina），91歲，蘇聯商船水手。
- 丁盛，85歲，中國將軍、政治家。

### 26日
- 布達勞（H. A. de Barros Botelho），93歲，香港土生葡裔律師、公務員和軍人。[109]
- 恩佐·卡利，89歲，義大利藝術史學家和藝術評論家。[110]
- Malky McDonald，85歲，蘇格蘭足球運動員和經理。[111]
- 伯納黛特·奧法雷爾，75歲，愛爾蘭女演員。
- 唐納德·桑德斯，69歲，美國律師，水門事件調查癌症的關鍵人物。

### 27日
- 菲力浦·哈登-凱夫（Philip Haddon-Cave），74歲，英國殖民地行政長官，心臟病發作。[112]
- 赫伯特·海爾伯恩（Herbert Heilpern），80歲，奧地利-美國足球協會高管。[113]
- 比利·莫爾德，79歲，英格蘭足球運動員。[114]
- 莫妮克·羅蘭，85歲，法國電影女演員。[115]
- 克里希納·帕爾·辛格，77歲，印度活動家和政治家。
- 格蘭特·沃里克，77歲，職業冰球運動員。[116]

### 28日
- 夏鼎基爵士，74歲。
- 戚颖敏，69岁，中国矿井通风与防灭火专家，中国工程院院士。[117]
- 佛朗哥·卡拉喬洛，79歲，義大利指揮家。[118]
- Arumugam Ponnu Rajah，88歲，新加坡法官、外交官和政治家。
- 埃斯科特·裡德，94歲，加拿大外交官。[119]
- 瑪麗蓮·西爾弗斯通，70歲，英國攝影記者，受戒佛教尼姑，死於癌症。[120]

### 29日
- 阿諾德·厄利，66歲，美國棒球運動員。[121]
- 沃爾特·喬伊斯，62歲，英格蘭足球運動員和經理。[122]
- Gé Korsten，71歲，南非歌劇男高音和演員，自殺身亡。
- Yevhen Lapinsky，57歲，烏克蘭排球運動員和奧運冠軍。[123]
- 古斯塔沃·利，79歲，智利將軍，死於心血管疾病。[124]
- Jean-Louis Millette，64歲，加拿大法語演員和作家。
- 愛德華·威廉·奧羅克，81歲，美國羅馬天主教主教。
- 阿曼多·貝拉斯科，81歲，厄瓜多裔墨西哥演員。

### 30日
- Avni Akyol，68歲，土耳其政治家，心臟病發作而死。
- 尼古拉·安年科夫，100歲，蘇聯和俄羅斯演員。
- 愛德華·班菲爾德，82歲，美國政治學家。[125]
- 奧斯瓦爾多·阿爾弗雷多·達席爾瓦，75歲，巴西足球運動員。
- 湯米·蓋爾，65歲，美國納斯卡賽車手。
- 湯瑪斯·霍蘭德，91歲，英國天主教會主教。
- 布魯斯·K·霍洛威，87歲，美國空軍上將，心力衰竭而死。
- 德米特里·利哈乔夫，92歲，俄羅斯中世紀學家、語言學家和集中營倖存者。[126]
- 約翰·梅裡曼，63歲，英國長跑運動員和奧運選手。[127]
- 安娜·梅·溫伯恩，86歲，美國歌手和爵士樂隊領隊。